# Gaia III: Atlantia
Gaia III: Atlantia è il decimo album in studio del gruppo musicale folk metal spagnolo Mägo de Oz, pubblicato nel 2010. È l'ultimo disco registrato con il cantante José Andrëa, che abbandonerà il gruppo per intraprendere la carriera solista un anno dopo.

## Tracce
CD 1
1. El latido de Gaia (Intro) - 4:09
2. Dies irae - 9:26
3. Für immer - 4:42
4. Vodka 'n' Roll - 3:36
5. El príncipe de la dulce peña (Parte IV) - 4:23
6. Mi hogar eres tú - 6:03
7. Fuerza y honor: el dorado (instrumental) - 4:48
8. El violín del diablo - 4:55
9. Siempre (Adiós dulcinea - Parte II) - 4:45

CD 2
1. Mis demonios (Atrévete a vivir)
2. Que el viento sople a tu favor
3. Sueños dormidos
4. Aún amanece gratis
5. La soga del muerto (Ayahuasca)
6. La ira de Gaia
7. Atlantia